# Hôpital Général Saint-Vincent-de-Paul
L'Hôpital Général Saint-Vincent-de-Paul est un centre hospitalier fondé en 1906 dans la ville de Sherbrooke au Québec.

## Description
Les Sœurs de la charité de Saint-Hyacinthe, qui administraient déjà l'Hôpital d'Youville de Sherbrooke, prirent la décision de séparer l’œuvre de l’hôpital de celle de l’hospice. Convaincu de la nécessité de cette « œuvre importante entreprise pour le bien des âmes », Mgr Paul LaRocque apporta son support aux sœurs.

## Soins hospitaliers

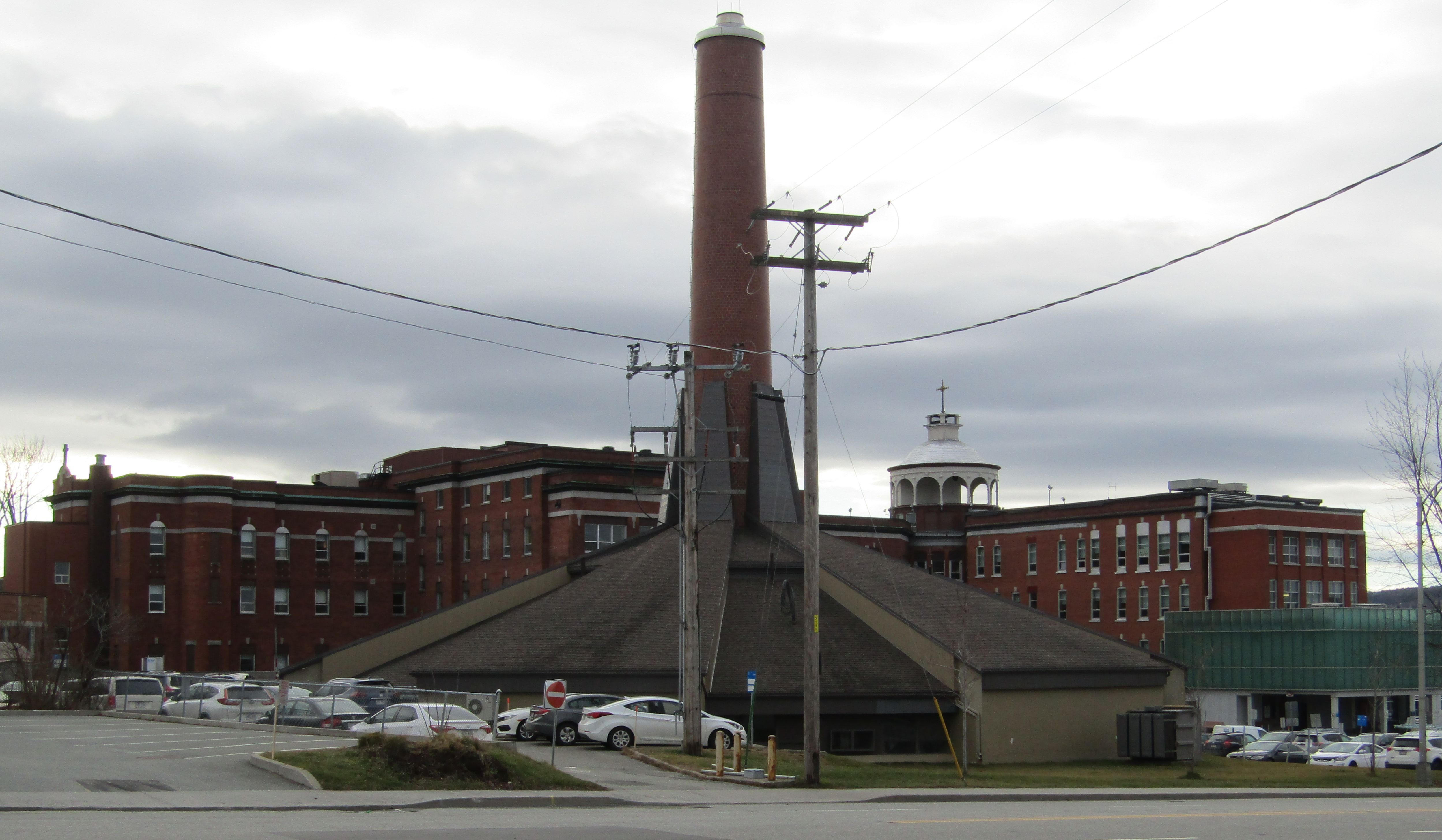
Hopital Saint-Vincent

La communauté souhaitait que le futur Hôpital Général Saint-Vincent-de-Paul soit situé plus près du centre de la ville. En 1896, Mgr Paul Larocque réclame la fondation d’une maison mère et d’un noviciat à Sherbrooke  pour qu’elles développent les soins aux malades. Les soins en milieu hospitalier ainsi que les découvertes médicales conduisent les religieuses à entreprendre la construction de ce nouvel hôpital dans l'est de la ville. Le nouvel hôpital est béni en 1906 par Mgr Larocque et porte le nom d'Hôpital Général Saint-Vincent-de-Paul. En plus de services en médecine, l'institution héberge une école d'infirmières en 1913. En 1961, le nombre d’étudiantes diplômées s’élève à 796
.

## De nos jours
L'hopital est devenu le centre d'hébergement et de soins de longue durée (CHSLD) Saint-Vincent.